# Huler
Huler er en dansk børnefilm fra 2005 med instruktion og manuskript af Mariella Harpelunde Jensen.

## Handling
Overalt i Danmark er der børn, der bygger huler. Store huler, små huler, høhuler, træhuler og havehuler. Hulerne er ikke så lette at få øje på, for tit er de både hemmelige og rigtig godt skjult. I denne lille dokumentarfilm åbner seks børn deres huler og fortæller om deres huleliv. Om mystiske lyde, om at gemme sig for de voksne og om at have sit eget særlige sted.